# 金聖煥
金 聖煥（キム・ソンファン、朝: 김성환、1919年12月24日 - 1979年10月8日）は、大韓民国の政治家。第10代大韓民国国会議員（在任中に死去）。本貫は慶州金氏。号は蕙山（ヘサン、혜산）、漢字表記は金聖喚とも。

## 経歴
平安南道平壌府倉田里に生まれた。福島高等商業学校卒業後、朝鮮銀行に入行。朝鮮銀行平壌支店、北朝鮮中央銀行外城支店で勤務した後、朝鮮戦争中に越南し、釜山で韓国銀行に行員として再入行した。その後は韓国銀行の文書部・外務部・業務部課長、業務部・銀行監督局次長、銀行監督院管理局長、管理部長、業務部長、理事、銀行監督院長、総裁を歴任した。総裁在任中に金融団代表、金融通貨運営委員会委員長、韓国研究院理事、貯蓄推進中央運営委員会会長、大韓赤十字社財政監督、科学振興財団理事、ソウル銀行協会会長、経済計画審議会委員、経済科学審議会委員、セマウル運動中央協議会副会長を兼任した。第10代総選挙で統一主体国民会議として維新政友会から立候補して当選し、国会議員となり、維新政友会物価安定対策委員会委員長にも選任されたが、1979年10月8日に在任中に肝疾患により死去した。後任の枠には高貴男が選ばれた。